# .fm
.fm là tên miền Internet cấp cao nhất dành cho quốc gia (ccTLD) của Liên bang Micronesia, một nhóm đảo nằm ở Thái Bình Dương. Ngoại trừ những tên để dành như.com.fm,.net.fm,.org.fm,.edu.fm và một số tên miền khác, bất kỳ ai trên thế giới cũng đều có thể đăng ký một tên miền.fm với một mức phí, phần lớn thu nhập sẽ đi tới chính quyền và nhân dân của đảo. Tên miền khá phổ biến (và do đó có giá trị về kinh tế) cho các trang của các đài radio FM (những tên miền tương tự là .am, .tv, .cd và .dj).